# Eva Contreras Sandoval
Eva Contreras Sandoval (Camotlán de Miraflores, Colima, 28 de septiembre de 1956) es una política mexicana, miembro del Partido Acción Nacional; fue senadora por Jalisco durante la LX Legislatura, de 2006 a 2009.
Eva Contreras Sandoval es Trabajadora Social egresada de la Universidad Vasco de Quiroga, ha desempeñado su carrera profesional en varias empresas privadas, fue presidenta del DIF de Puerto Vallarta, Jalisco, en 1995-1996, luego de resultar elegido presidente municipal su esposo el también panista Fernando González Corona, empresario de tiempos compartidos. En 2006 fue elegida regidora al mismo Ayuntamiento de Puerto Vallarta, y senadora suplente de Alberto Cárdenas Jiménez.
Al aceptar Alberto Cárdenas la titularidad de la Secretaría de Agricultura en el gobierno de Felipe Calderón Hinojosa, Eva Contreras fue llamada a ocupar su escaño en el Senado, para lo cual dejó la regiduría en Puerto Vallarta. Permaneció en dicho cargo hasta el 11 de septiembre de 2009, cuando Alberto Cárdenas retornó a su cargo de senador al renunciar a la titularidad de la Secretaría de Agricultura.